# Zhang Zhao

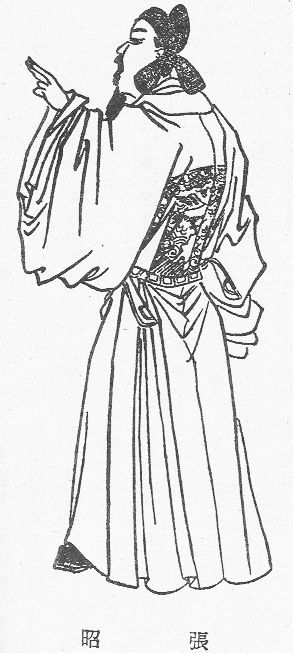
Illustration in einer Qing-Ausgabe der Geschichte der Drei Reiche.

Zhang Zhao (* 156; † 236) war ein General und Offizier der Wu-Dynastie zur Zeit der drei Reiche im alten China. Er war der Bruder des Politikers Zhang Hong.
Er diente von Anfang an Sun Jian und kämpfte mit ihm zusammen gegen die Gelben Turbane sowie gegen den Usurpator Dong Zhuo. Nach Sun Jians Tod auf einem Feldzug gegen Liu Biao ließ der Provinzgouverneur Tao Qian Zhang Zhao zu sich kommen und bat ihn, ihm zu dienen. Zhang Zhao weigerte sich und wurde eingesperrt, aber nach Tao Qians Tod von Cao Cao befreit. Er ging dann nach Süden und diente Sun Jians Sohn Sun Ce.
Als dieser im Jahr 200 tödlich verwundet wurde, befahl er seinem Bruder und Nachfolger Sun Quan, bei inneren Angelegenheiten auf Zhang Zhaos Anweisungen zu hören. Acht Jahre später, vor der Schlacht von Chibi, schlug Zhang Zhao vor, sich dem Kriegsherrn Cao Cao zu unterwerfen und keinen Widerstand zu leisten. Sun Quan wies diesen Rat zurück und gewann die Schlacht, wodurch die Teilung Chinas besiegelt war.
Nach Errichtung des Kaiserreiches wählte Sun Quan zuerst den recht unbedeutenden Sun Shao, nach dessen Tod (225) Gu Yong zum Kanzler seines Reiches. Zhang Zhao überging er, weil er ihm seinen Rat in der Schlacht von Chibi nicht verziehen hatte. Immerhin ernannte er ihn zum Marquis über 10.000 Haushalte und verlieh ihm den Titel General, der Wu fördert. In seinen späten Jahren widmete sich Zhang Zhao den Studien der Philosophie und Geschichte.